# Rupert Sanders
Rupert Miles Sanders (Londra, 16 marzo 1971) è un regista inglese.

## Biografia
Sanders è nato a Westminster, Londra figlio maggiore di Thalia e dell'oftalmologo Michael Sanders. Dopo un anno di formazione alla Kingston School of Art, si è laureato in graphic design alla Central St Martins. 
Sanders ha iniziato la sua carriera nella produzione commerciale con Tony Kaye. Si era occupato principalmente di direzione artistica prima che Kaye suggerisse di provare va dirigere.
Il primo lungometraggio di Sanders è stato Biancaneve e il cacciatore uscito negli Stati Uniti all' inizio di giugno 2012.

## Vita privata
Nel 2002 sposa la modella e attrice Liberty Ross, da cui ha avuto due figli, Skyla Lily Lake (2004) e Tennyson (2006). Dopo la pubblicazione delle foto che lo ritraevano in atteggiamenti intimi con l'attrice Kristen Stewart, la moglie Liberty ha chiesto il divorzio. La coppia ha raggiunto un accordo circa la custodia dei figli e il mantenimento nel gennaio 2013.

## Filmografia

### Regista

#### Cinema
- Biancaneve e il cacciatore (Snow White and the Huntsman) (2012)
- Ghost in the Shell (2017)
- The Crow - Il corvo (The Crow) (2024)

#### Televisione
- Fondazione – serie TV, episodio 1x01 (2021)

#### Cortometraggi
- D-Minus (2004)
- The Life (2009)
- Black Hole (2010)
- Greatness Awaits (2013)
- Pied Piper (2015)
- Ghost in the Shell VR Experience (2017)
- Apple iPhone XR: Color Flood (2019)

#### Videomusicali
- Five: Slam Dunk (Da Funk) (1997)

## Riconoscimenti
- Candidatura ai Directors Guild of America Awards 2006
- Due Leoni d'oro per uno spot pubblicitario di Halo 3: ODST 2009